# 门塔
在希腊神话中，门塔（Mentha，也称 Minthe、Mintha 或 Minthe）是与科赛特斯河（Cocytus）有关的水仙女，即那伊阿得斯。她被哈迪斯的“黄金战车”所迷惑，他们之间的私通被珀耳塞福涅（Persephone）发现，这位冥后非常生气，于是把门塔变成了一种醇香刺鼻的植物——薄荷(另外一種說法是門塔污辱冥后被冥后的母親狄蜜特知道一氣之下將她變成此狀)，有些人称之为“hedyosmus”。“menthe”一词中的“-nth”字缀是引自前希腊语中典型的类词，比如：“Akantha”(茛苕）、“labyrinth”(迷宫)、“Corinth”(科林斯)等。
在古希腊，薄荷与迷迭香、香桃木一道常被用于丧葬礼仪中，而不仅是为了消除腐味；薄荷是一种叫“卡吉尼亚”(Kykeon)的发酵大麦饮料中之重要成分，是厄琉息斯秘仪上为参与者准备的必不可少的宗教致幻剂，为新入会者提供在来世的期望。

## 参阅
- 罗伯特·格雷夫斯, (1955; rev. ed. 1960). 希腊神话 I (London: Penguin) 31.d (p 121), 31.d.note 6 (p. 124).
- 格里马尔, 皮埃尔, 古典神话辞典 （页面存档备份，存于）, Wiley-Blackwell, 1996, ISBN 978-0-631-20102-1. "门塔" p. 286 （页面存档备份，存于）
- 卡尔·凯伦依, 1967. 埃莱夫西斯: 母亲和女儿的原型形象, pp. 40, 179f (普林斯顿: 博林根)
- 奥维: 变形记 X: 728–731 （页面存档备份，存于）
- 威廉·史密斯; 古希腊罗马传说和神话字典, 伦敦 (1873). "门塔"  （页面存档备份，存于）
- 斯特拉博, 8.3.14 （页面存档备份，存于）

## 备注
1. ↑  《世界神话辞典》，“门塔”，第12页，辽宁人民出版社，1989年
2. ↑  《古希腊罗马神话鉴赏辞典》，“门塔”，第336页，吉林人民出版社，2006年
3. ↑  凯雷尼 1967年